# Изабелла Баварская
Изабе́лла Бава́рская (Елизаве́та Бава́рская, Изабо́; фр. Isabeau de Bavière, нем. Elisabeth von Bayern, около 1370, Мюнхен — 24 сентября 1435, Париж) — королева Франции, жена Карла VI Безумного, с 1403 года периодически управляла государством.
После того как Карл VI стал страдать от приступов умопомешательства и власть фактически перешла к королеве, Изабелла оказалась неспособной проводить твёрдую политическую линию и металась от одной придворной группировки к другой. Королева была крайне непопулярна в народе, особенно из-за своей расточительности. В 1420 году она подписала договор в Труа, признав наследником французской короны английского короля Генриха V. В художественной литературе имеет стойкую репутацию распутницы, хотя современные исследователи считают, что во многом это могло быть результатом пропаганды.

## Биография

### Детство
Вероятнее всего, родилась в Мюнхене, где была крещена в церкви Богоматери (романском соборе на месте современной Фрауэнкирхе) под именем Елизавета, традиционным для немецких правителей со времён святой Елизаветы Венгерской. Точный год рождения неизвестен. Младшая из двух детей Стефана III Великолепного, герцога Баварско-Ингольштадтского, и Таддеи Висконти, внучки герцога Милана Бернабо Висконти, свергнутого и казнённого своим племянником и соправителем Джан Галеаццо Висконти. О детстве будущей королевы известно мало. Установлено, что она получила домашнее образование, среди прочего, была обучена грамоте, латинскому языку и получила все необходимые навыки для ведения хозяйства в будущем браке. В 11 лет лишилась матери. Считается, что отец предназначал её для брака с одним из мелких германских князей, так что предложение дяди французского короля, Филиппа Смелого, просившего её руки для Карла VI, явилось полной неожиданностью. Изабелле в то время было 15 лет.

### Подготовка к браку
Король Карл V Мудрый перед смертью обязал регентов своего сына найти ему в жёны «немку». Действительно, с чисто политической точки зрения, Франция серьёзно бы выиграла, если бы немецкие князья поддержали её борьбу с Англией. Баварцы также выигрывали от этого брака. Эвран фон Вильденберг отметил в своей «Хронике герцогов Баварских» (нем. «Chronik und der fürstliche Stamm der Durchlauchtigen Fürsten und Herren Pfalzgrafen bey Rhein und Herzoge in Baiern»)
Елизавета, дочь герцога Стефана, вышла замуж за весьма могущественного короля Карла Французского, ибо в то время Франция была весьма богата. Этот брак также был великой честью.
Несмотря на эти соображения, отец Изабеллы Стефан Великолепный отнёсся к предполагаемому браку дочери весьма настороженно. Среди прочего, его тревожило, что французскому королю также предлагали в жёны Констанцию, дочь графа Ланкастерского, дочь короля шотландского, а также Изабеллу, дочь Хуана I Кастильского. Герцога настораживали также некоторые чересчур вольные обычаи французского двора. Так, ему было известно, что перед заключением брака принято было раздевать невесту перед придворными дамами, чтобы те могли досконально осмотреть её и вынести суждение о способности будущей королевы к деторождению.
Но всё же в 1385 году принцесса была помолвлена с семнадцатилетним королём Франции Карлом VI по предложению её дяди Фридриха Баварского, который встречался с французами во Фландрии в сентябре 1383 года. Браку должен был предшествовать «смотр», так как французский король сам желал принять решение. Боясь отказа и связанного с ним позора, Стефан послал свою дочь во французский Амьен под предлогом паломничества к реликвиям Иоанна Крестителя. В поездке её должен был сопровождать дядя. Сохранились слова Стефана, сказанные брату перед отъездом:
Если французский король откажется от неё, она останется на всю жизнь покрытой позором. Потому прежде, чем уезжать, подумайте хорошенько ещё раз. Если вы привезёте её назад, я навсегда превращусь в вашего заклятого врага.
Путь кортежа во Францию пролегал через Брабант и Геннегау, где правили представители младшей ветви семьи Виттельсбахов. Граф Геннегау Альберт I Баварский устроил принцессе в Брюсселе пышную встречу и предложил своё гостеприимство, чтобы она могла некоторое время отдохнуть перед продолжением путешествия. Его жена Маргарита, искренне привязанная к своей кузине, за это время успела дать ей несколько уроков хороших манер и даже полностью обновить её гардероб, который мог бы показаться слишком бедным французскому королю. Карл, выехавший из Парижа навстречу 6 июля и прибывший в Амьен накануне, также был взволнован происходящим и, по рассказу его камердинера Ла Ривьера, всю ночь накануне предстоящей встречи не давал ему спать, изводя вопросами «Какая она из себя?», «Когда я её увижу?» и т. д.

### Брак

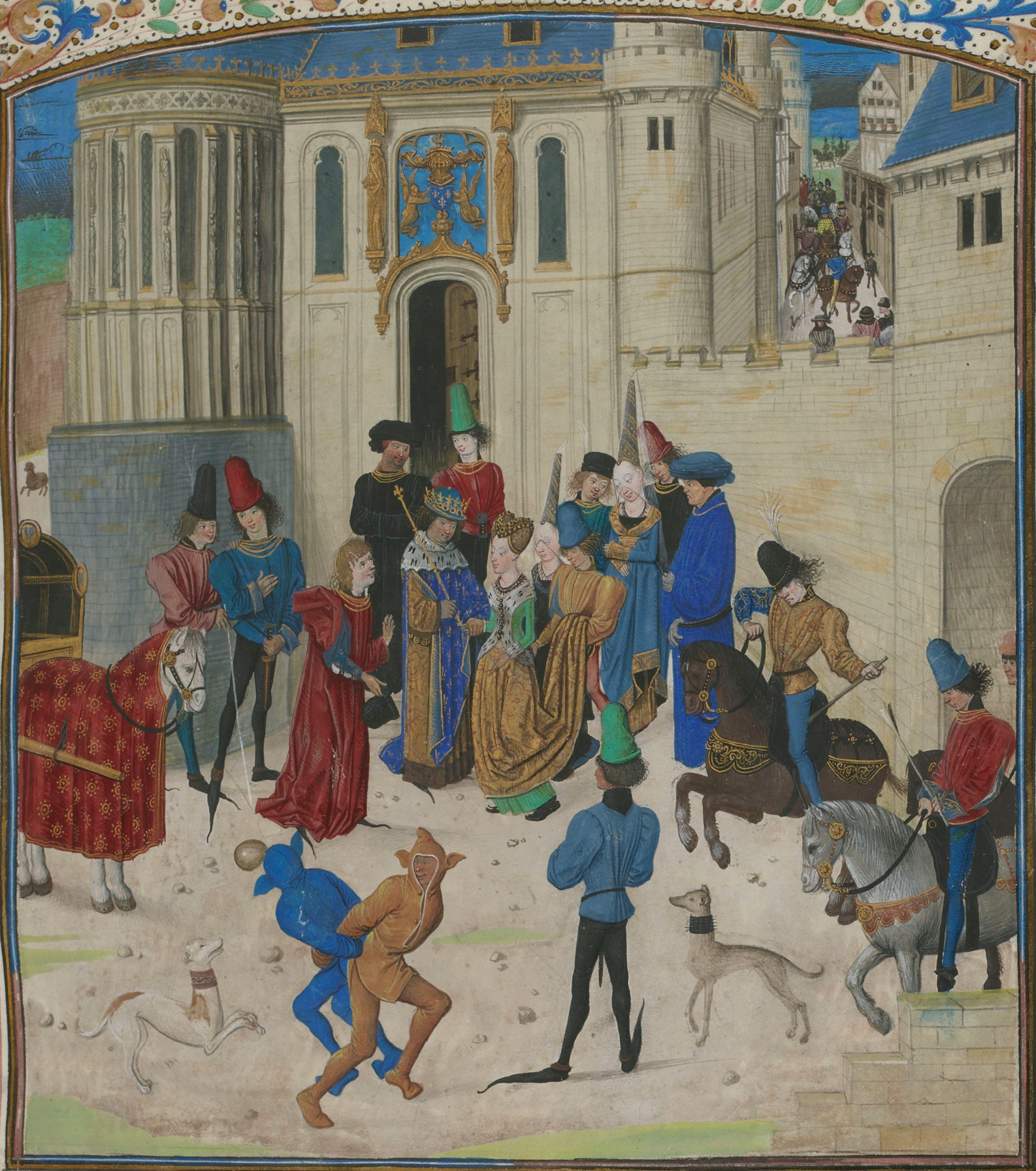
Встреча Карла VI и Изабеллы. Миниатюра их «Хроник» Фруассара

Изабелла прибыла в Амьен 14 июля, не зная настоящей цели своей поездки. Французы поставили условие «смотра» предполагаемой невесты. Её сразу привели к королю (переодев ещё раз, на сей раз в платье, предоставленное французами, так как её гардероб показался слишком скромным). Фруассар описал эту встречу и вспыхнувшую с первого взгляда любовь Карла к Изабелле:
Когда она, смущаясь, подошла к нему и отвесила низкий поклон, король бережно взял её под руку и нежно посмотрел ей в глаза. Он почувствовал, что она ему очень приятна, и что его сердце наполняется любовью к этой молодой и красивой девушке. Он мечтал лишь об одном: чтобы она стала скорее его женой.
17 июля 1385 года состоялось венчание в Амьене. Молодых благословил епископ Амьенский Жан де Ролланди. Через несколько недель после свадьбы приказано было в память об этом выбить медаль, изображающую двух амуров с факелами в руках, должными символизировать огонь любви двух супругов.

### Ранний («счастливый») период (1385—1392)

#### «Годы празднеств»
На следующий день после свадьбы Карл был вынужден уехать к своим войскам, которые вели боевые действия против англичан, захвативших порт Дамм. Тогда же Изабелла также покинула Амьен, предварительно пожертвовав собору большое серебряное блюдо, украшенное драгоценными камнями, по преданию, доставленное из Константинополя, и до Рождества оставалась в замке Крей под опекой Бланки Французской, вдовы Филиппа Орлеанского. Это время она посвятила изучению французского языка и истории Франции. Рождественские праздники молодые супруги провели в Париже, причём Изабелла, въехав в королевскую резиденцию — отель Сен-Поль, заняла апартаменты, принадлежавшие ранее Жанне Бурбонской — матери короля. Той же зимой было объявлено о беременности королевы. В начале следующего года королева вместе с супругом присутствовала на свадьбе своей золовки Катерины Французской, в возрасте восьми лет вышедшей замуж за Жана де Монпелье.
Позднее молодые супруги обосновались в замке Боте-сюр-Марн, который Карл VI выбрал своей постоянной резиденцией. Карл, готовивший вторжение в Англию, отбыл на побережье Ла-Манша, в то время как беременная королева вынуждена была вернуться в замок, где 26 сентября 1386 года родила своего первенца, названного Карлом в честь отца. По случаю крещения дофина устроены были пышные празднества, его восприемником от купели стал граф Карл де Даммартен, но ребёнок умер в декабре того же года. Чтобы развлечь жену, Карл устроил невероятно пышные празднества в честь наступления следующего 1387 года. 1 января в отеле Сен-Поль в Париже был дан бал, на котором присутствовали брат короля Людовик Орлеанский и его дядя, Филипп Бургундский, поднёсший королеве «золотой столик, усыпанный драгоценными камнями».

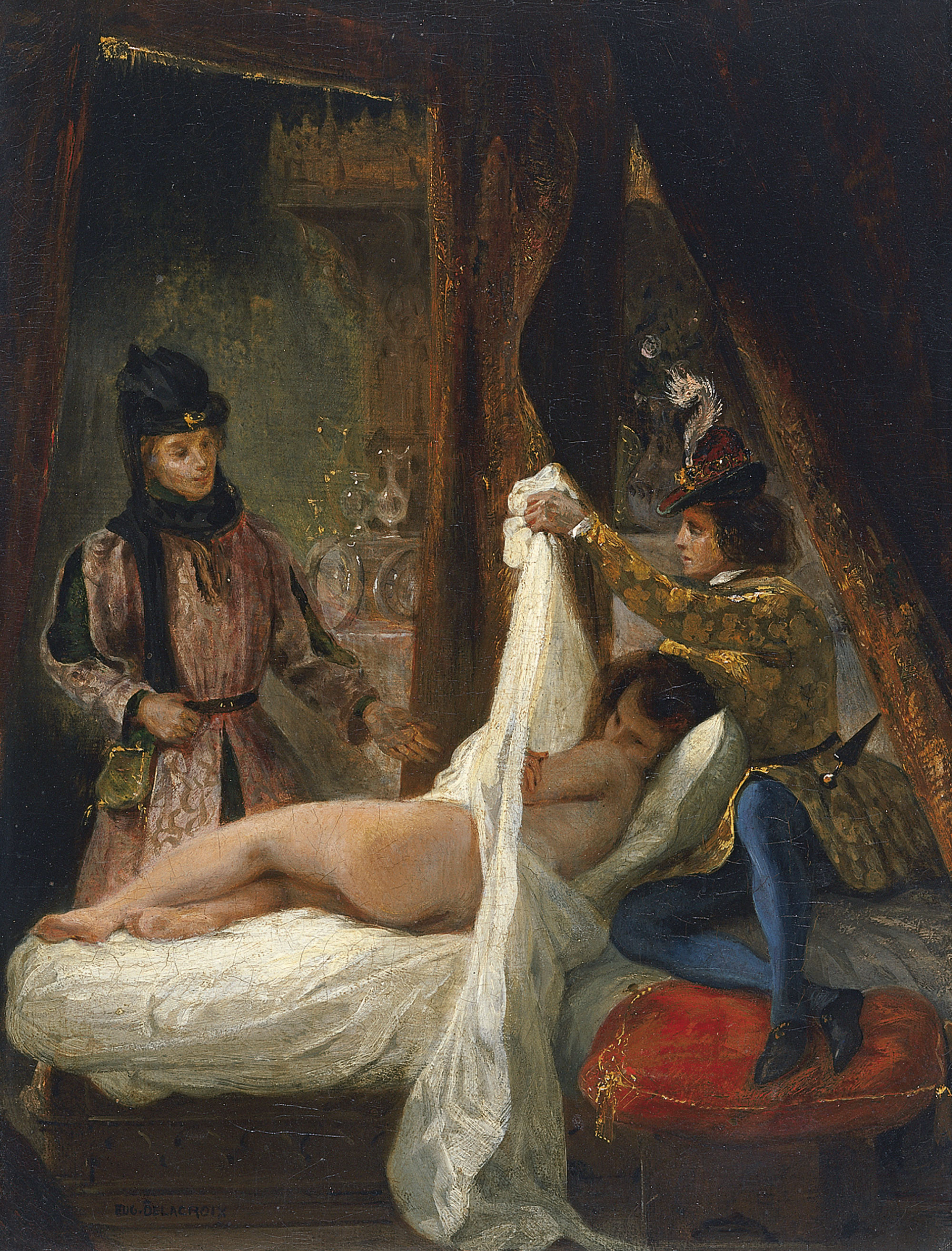
Эжен Делакруа «Людовик Орлеанский, демонстрирующий прелести одной из своих любовниц», Делакруа

7 января того же года Людовик Орлеанский обручился с Валентиной, дочерью Джан Галеаццо Висконти. После окончания празднеств объявили начало королевской охоты на кабанов, причём Изабелла вместе со своим двором сопровождала супруга в Санлис, в июле — в Валь-де-Рей, и наконец, в августе — в Шартр, куда въехала с большой торжественностью, в честь молодой королевы устроили органный концерт. В это время, по выражению Вероники Клэн, жизнь Изабеллы представляла собой «бесконечную череду празднеств». Осенью королева вернулась в Париж, где 28 ноября с пышностью отпраздновала свадьбу одной из своих немецких фрейлин Катерины де Фастоврин с Жаном Мореле де Кампрени. Приданое невесты, составлявшее 4 тыс. ливров, было полностью выплачено королевой, причём 1 тыс. из этой суммы ушла на выплату долгов жениха, на остальные деньги были приобретены земли, ставшие собственно приданым Катерины.
В начале следующего 1388 года, как отметил в своей хронике Жювеналь дез Юрсен, было официально объявлено, что королева Изабелла во второй раз «понесла во чреве». Чтобы обеспечить будущего ребёнка, специальным указом был введён новый налог — «пояс королевы», принесший около 4 тыс. ливров от продажи 31 тыс. бочек вина. Беременной королеве пришлось остаться в Париже в замке Сент-Уан, принадлежавшем ранее Ордену Звезды, в то время как король продолжал развлекаться охотой в окрестностях Жизора, впрочем, супруги постоянно переписывались. 14 июня 1388 года в десять часов утра родилась девочка, названная Жанной, однако она прожила всего два года.

1 мая следующего 1389 года королева вместе с мужем присутствовала на пышной церемонии посвящения в рыцари королевских кузенов — Людовика и Карла Анжуйских. Празднества в честь этого события продолжались в течение шести дней, во время которых турниры сменялись религиозными церемониями. Мишель Пентуан, бенедиктинский монах, записал в своей хронике: 
Как то доподлинно стало известно, названные увеселения вылились в позор прелюбодеяния, каковое позднее повлекло за собой много бед.
 Имена любовников Пентуан не назвал, однако современные исследователи склоняются к тому, что в виду имелись королева и Людовик Орлеанский. Действительно, брат короля в то время пользовался репутацией сердцееда и щёголя, по презрительному выражению Тома Базена, он «ржал как конь вокруг прекрасных дам». Существует и иная точка зрения — будто речь шла не об Изабелле, а о Маргарите Баварской, жене герцога Бургундии Жана Бесстрашного. Отмечают также, что королева во время празднеств была на четвёртом месяце беременности, причём переносила своё положение достаточно тяжело — что уже позволяет поставить под сомнение предположение об адюльтере.

#### Въезд Изабеллы в Париж

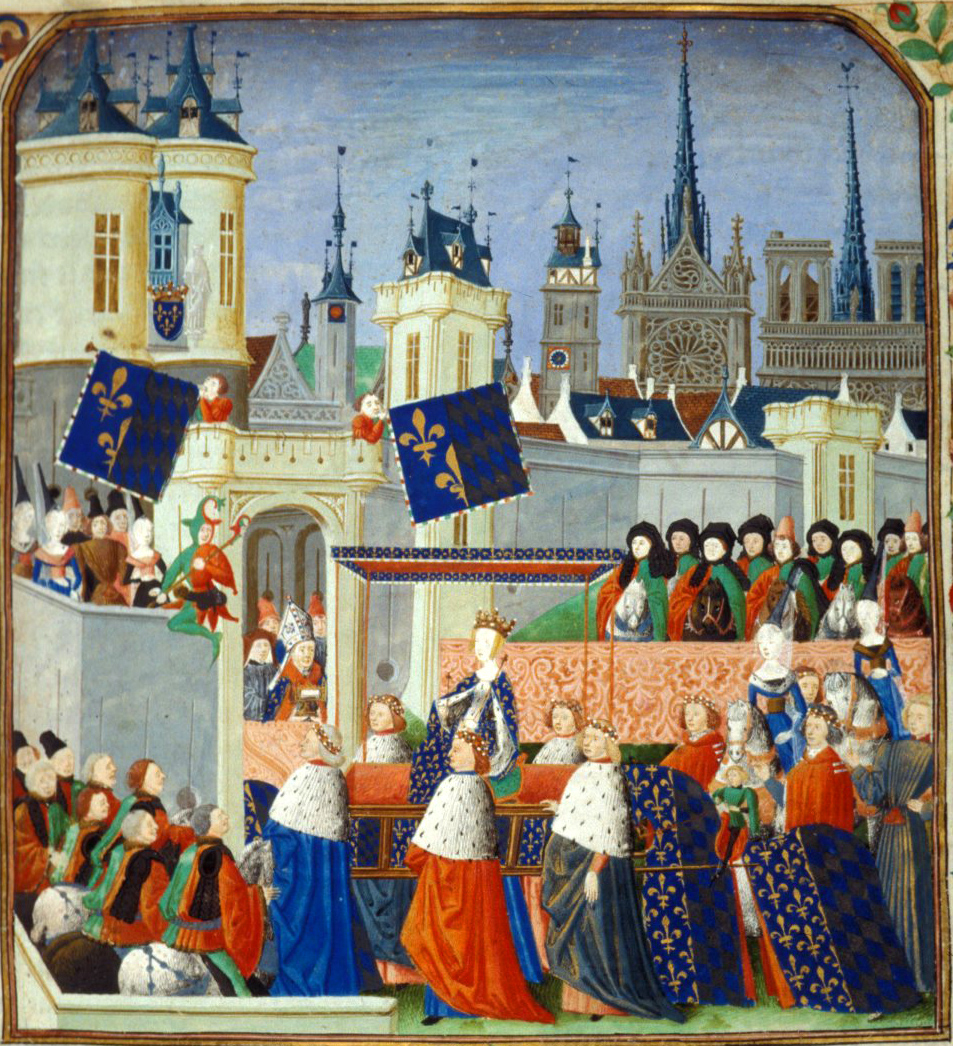
«Торжественный въезд Изабеллы в Париж 22 августа 1389 года», миниатюра из «Хроник» Фруассара

22 августа 1389 года решено было устроить торжественный въезд королевы в столицу Франции. Изабелла и до того была прекрасно знакома с Парижем, где в течение четырёх лет неизменно проводила зиму, однако король, любивший пышные празднества и церемонии, настоял на организации особо торжественного, театрализованного шествия. Королеву, которая тогда была на шестом месяце беременности, везли в носилках, верхом на лошади её сопровождала Валентина, жена Людовика Орлеанского. Жювеналь дез Юрсен, оставивший подробное описание этого дня, писал, что Париж был богато украшен, на площадях били винные фонтаны, из которых девушки-виночерпии наполняли кубки, поднося их любому желающему. У здания отеля Тритите менестрели представили сражение крестоносцев с арабами Палестины, причём во главе христианского войска находился Ричард Львиное Сердце, предложивший королю Франции присоединиться к нему для борьбы с «неверными». Юная девушка, изображавшая Марию с младенцем на руках, приветствовала и благословила королеву, тогда же мальчики, представлявшие ангелов, спустились с помощью театральной машины с высоты арки и возложили на голову Изабелле золотую корону. Позднее королева прослушала мессу в соборе Нотр-Дам де Пари и пожертвовала Святой Деве корону, преподнесённую ей «ангелами», тогда как Бюро де ла Ривьер и Жан Лемерсье немедленно возложили ей на голову ещё более дорогую корону.
Тогда же в процессию внесли сумятицу несколько горожан, пытавшихся прорваться в первые ряды зрителей, впрочем, стражи порядка достаточно быстро восстановили спокойствие, наградив нарушителей палочными ударами. Позднее жизнерадостный молодой король признался, что этими нарушителями были он сам и несколько приближённых, причём спины у них саднили ещё долгое время. На следующий день Изабелла была в присутствии короля и придворных торжественно коронована в Сент-Шапель. Её свадьба и въезд в Париж являются самыми документированными эпизодами жизни; в большинстве хроник так же подробно указываются только даты рождения её 12 детей. Историки сходятся во мнении, что если бы не трагедия с безумием мужа, Изабелла провела бы остаток жизни в тихой анонимности, как и большинство средневековых королев.
В ноябре того же года родился третий ребёнок — принцесса Изабелла, будущая королева Английская. В дальнейшем королева сопровождала супруга в его инспекционной поездке на юг Франции и совершила паломничество в цистерцианское аббатство Мобюиссон и далее в Мелён, где 24 января 1391 года родила своего четвёртого ребёнка — принцессу Жанну.

### Период борьбы партий при безумном короле (1392—1402)

#### Безумие Карла VI

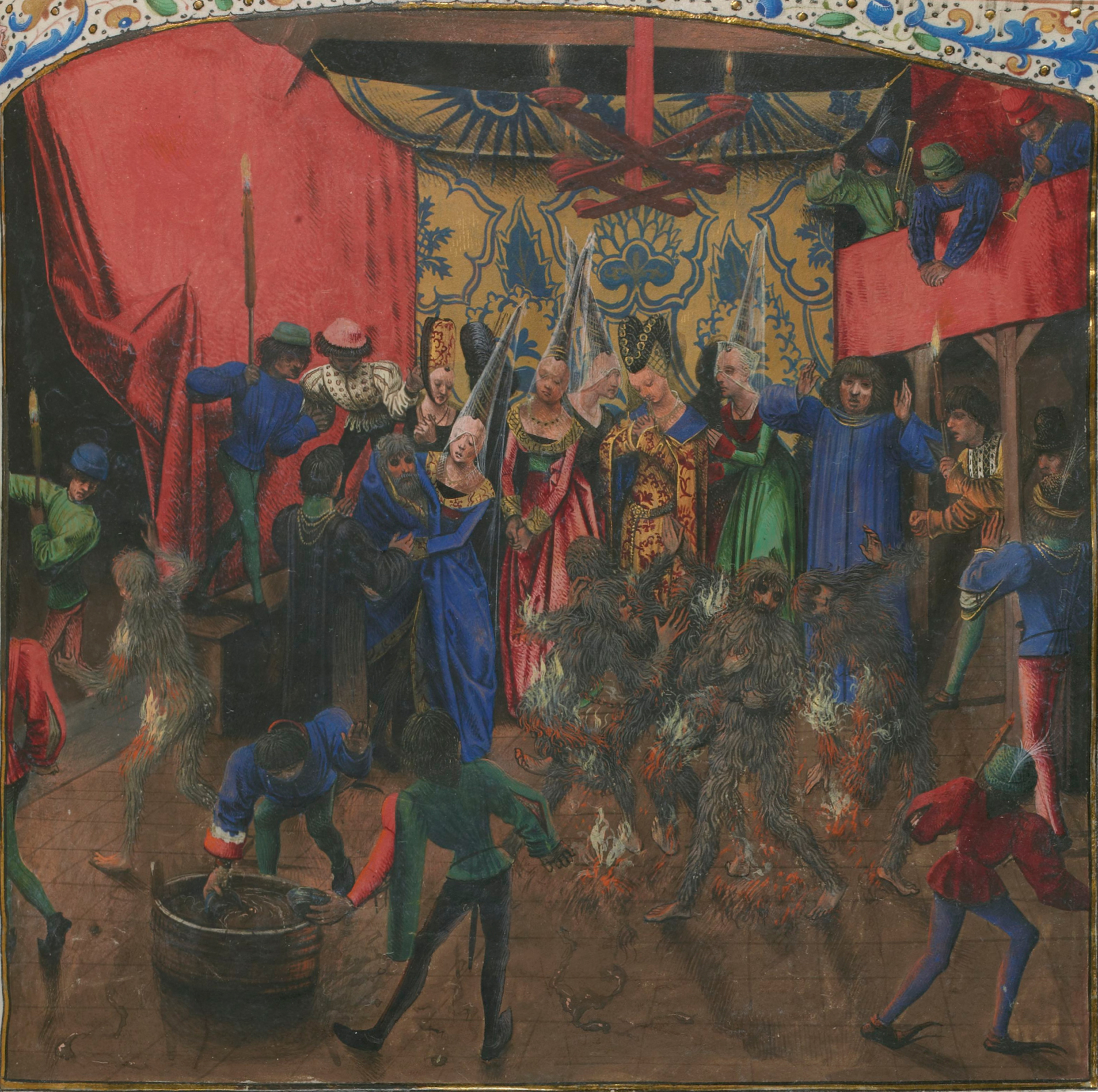
«Бал объятых пламенем», средневековая миниатюра

Первый припадок безумия охватил Карла VI 5 августа 1392 года под Мансом, в лесу, через который он двигался вместе со своей армией, преследуя Пьера Краона, покушавшегося на жизнь коннетабля Франции. Состояние короля всё время ухудшалось. К этому моменту королеве было 22 года, и она была матерью уже троих детей. Некоторое время после того казалось, что король полностью выздоровел, отмечали только его развившуюся «леность» к государственным делам и повышенную раздражительность. В январе 1393 года королева устроила праздник, чтобы отметить третий брак своей придворной дамы — немки Катерины де Фастоврин. На празднике произошёл несчастный случай с огнём, от которого король серьёзно пострадал, после чего ситуация стала совсем плачевной. Приступы безумия стали регулярными, перемежаясь просветлениями, однако, последние со временем становились всё короче, а первые, соответственно, тяжелее и продолжительней. В помрачении ума король переставал узнавать жену; в хронике бенедиктинского монаха Мишеля Пентуана сохранились нелицеприятные подробности, в частности, о том, как король требовал «убрать от него эту женщину, которая бесстыдно на него пялится» или во всеуслышание кричал: «Узнайте, что ей нужно и пусть проваливает, нечего ходить за мной по пятам!». Он утверждал также, что не имеет детей и никогда не был женат, и даже отказывался от собственной фамилии и герба.
Королева стала жить отдельно от супруга, во дворце Барбетт (фр. Porte Barbette), где она «не боялась быть избитой до полусмерти Карлом VI». По слухам, брат короля Людовик Орлеанский советовал ей бежать в Баварию, взяв с собой детей. Но всё же, как считается, в моменты просветления Изабелла была близка с мужем. Так, осталась запись за 1407 год, что «на сей раз король провёл ночь вместе с королевой». Её следующий ребёнок — Карл (второй дофин) появился на свет в 1392 году, за ним последовала дочь Мария, которую по обычаю того времени королева ещё до рождения «посвятила Богу», то есть дала обет, что девочка в возрасте 4—5 лет уйдёт в монастырь ради выздоровления своего отца. Всего она родила ему 12 детей, хотя отцовство некоторых из них (начиная с четвёртого) часто ставится под сомнение. Здоровье короля между тем всё ухудшалось, и всё меньше надежд оставалось на его излечение. После того как медики окончательно вынуждены были признать своё бессилие, королева обратилась к услугам знахарей и шарлатанов, и наконец, по её приказу в Париже устроили многочисленные религиозные процессии, из города изгнали евреев.

#### Начало соперничества между орлеанской и бургундской партиями

Изабелла Баварская,
скульптура во Дворце правосудия в Пуатье, 1390-е годы

Тем временем две придворные партии, возглавляемые герцогом Орлеанским, братом короля, и Филиппом Смелым, герцогом бургундским, вели ожесточённую борьбу за влияние на больного монарха, вплоть до того, что король, во время приступа безумия поддавшись одному из соперников, во время следующего просветления отменял собственные приказы и отдавал новые в пользу второго. Вначале брат и дядя короля выступали совместно, приказав распустить и частично взять под арест прежнее правительство, составленное из королевских любимцев — т. н. «мармузетов». Но со временем между ними возникли разногласия, более нетерпеливый и прямолинейный Людовик попытался потребовать для себя французскую корону под предлогом того, что «король неспособен править». Предложение закончилось скандалом, так как, согласно средневековому праву, акт помазания есть таинство, исходящее от Бога, которое люди не в силах отменить. Однако, по тем же законам, недееспособный король должен быть замещён регентом, которым по праву признавался обычно наследник престола. Но Карл был ещё слишком юн, и потому исполнять эту роль мог лишь номинально. В подобных условиях с неизбежностью началась борьба за влияние на королеву и дофина как основное условие власти. Изабелла же металась между двумя партиями, склоняясь первоначально к бургундцам, однако, при этом пытаясь опереться на брата, Людовика Баварского, что в конечном счете привело к тому, что объективно политика королевы стала наиболее выгодна семейству Виттельсбахов.

#### Личная жизнь
Со временем, как утверждают, Изабелла стала вести распутный образ жизни. К мужу ею была приставлена Одинетта де Шамдивер, ставшая его сиделкой-возлюбленной. В замке в Венсенском лесу, где поселилась королева со своим двором, по недвусмысленному замечанию Жювеналя дез Юрсена, «постоянно гостили Ла Тримуй, де Жиак, Борродон [прим. то есть Буа-Бурдон] и другие». Фрейлин королевы обвиняли в расточительном и роскошном образе жизни, их излишества в нарядах доходили до такой степени, что дама в эннене не в состоянии была пройти в дверь и приседала при входе. Одновременно, за чрезмерное влияние на Карла королева изгнала более знатную Валентину Висконти, жену герцога Орлеанского. Впрочем, современные исследователи, полагающие, будто репутация распутницы и честолюбицы сложилась исключительно под влиянием сплетен, считают, что Валентина ушла сама, «дабы не плодить более слухов».

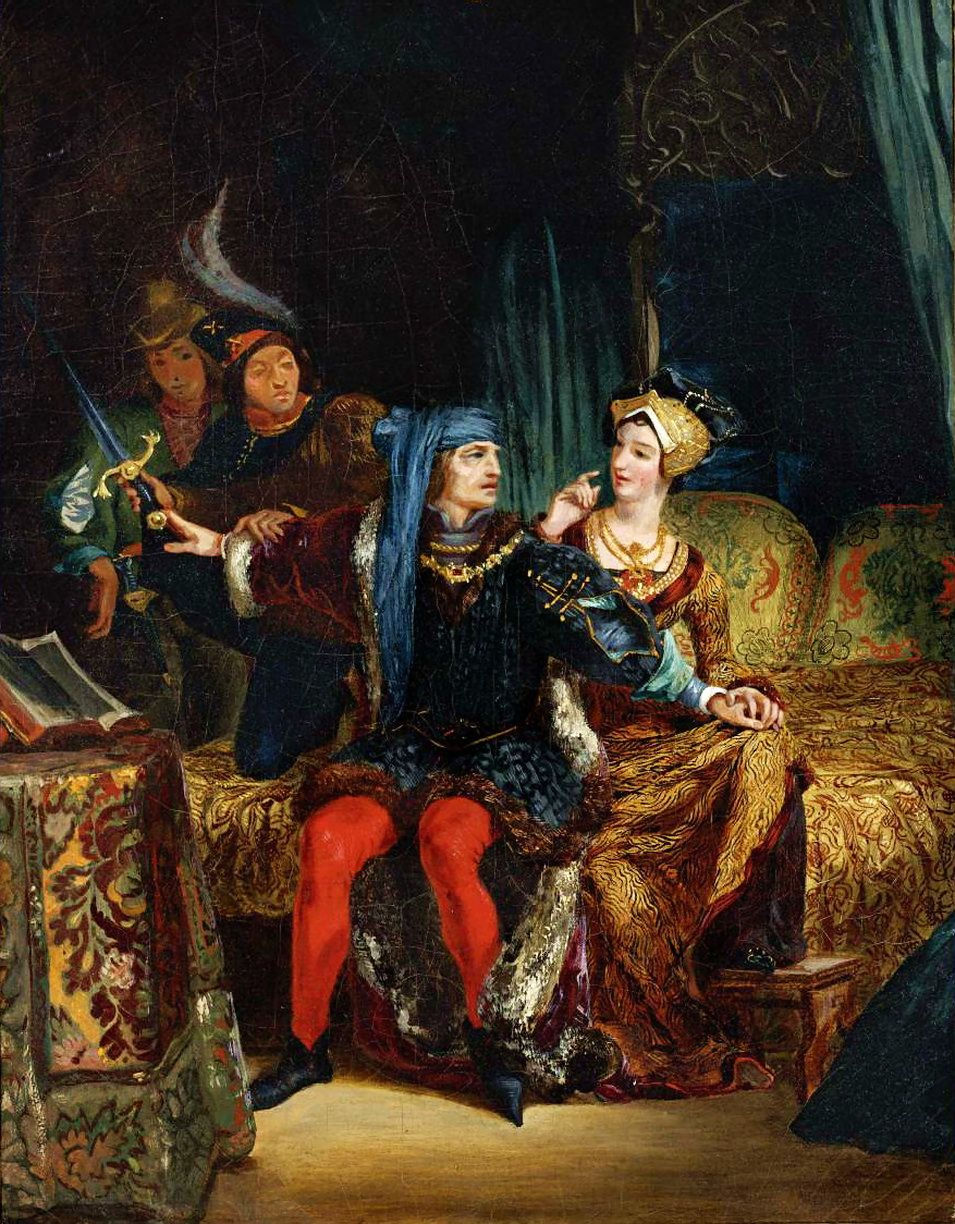
Делакруа. «Карл VI и Одетта де Шамдивер» — один из приступов безумия короля

Оказавшись в стране с безумным королём, Изабелла была обречена на то, чтобы принять сторону одной из феодальных группировок, сражавшихся за власть в королевстве. Изабелла взяла на себя ведущую роль в управлении общественными делами при катастрофической ситуации в поздние годы царствования её мужа.
12 января 1395 года на свет появился седьмой ребёнок — дочь Мишель. В 1396 году начались переговоры о замужестве старшей дочери короля, семилетней Изабеллы с королём английским Ричардом II, что привело к очередному обострению отношений между дядей и племянником, так как Людовик Орлеанский был настроен резко против этого брака. Но королева опять приняла сторону Филиппа Смелого, и брак стал реальностью, вместе с чем между Францией и Англией было заключено перемирие на 28 лет. Впрочем, счастья принцессе это замужество не принесло, так как в скором времени непопулярный король Ричард лишился трона, а его малолетняя жена после долгих переговоров в 1401 году вернулась к матери.
В 1397 году родился восьмой ребёнок — Людовик, герцог Гиеньский. 8 сентября того же года, выполняя данный ещё до её рождения обет, Мария, шестая дочь короля, приняла постриг в аббатстве Пуасси. Несколькими годами позднее, видя, что состояние короля не улучшается, королева предложила ей отказаться от монашества, тем более, на руку Марии нашёлся претендент, но та отказалась и, со временем став настоятельницей аббатства, прожила там до 47 лет, когда умерла во время эпидемии чумы.
В следующем 1398 году на свет появился четвёртый дофин — Жан, герцог Туреньский. В 1399 году дофин Карл опасно заболел. Как отмечается в хрониках,
вопреки молитвам, творившимся как в Париже, так и прочих местах, это милое дитя после двух месяцев тяжёлой болезни впало в крайнее истощение, тело его представляло собой лишь кости, обтянутые кожей.
 В Париже ходили упорные слухи, будто дофин чах от медленно действующего яда, королеву обвиняли в том, что она не может или не желает помочь сыну, несколько раз парижская толпа заставляла её выводить ребёнка на балкон, дабы удостоверить, что он ещё жив. Современные исследователи полагают, что дофин скончался от туберкулёза. Он умер 13 января 1401 года и был похоронен в королевской усыпальнице Сен-Дени. Наследником стал его младший брат.
В том же году Париж посетил Стефан Великолепный, отец королевы, которая принялась хлопотать о заключении брака между ним и Изабеллой Лотарингской, но этот план не был осуществлён, среди прочего из-за противодействия Людовика Орлеанского, который в это время имел наибольшее влияние на больного короля. Тогда же им было объявлено, что из двух соперничавших пап Франция отдаёт свою поддержку Клименту VII, державшему свой двор в Авиньоне, в противовес Бонифацию IX, римскому. Раздосадованный этим решением Филипп Смелый явился в Париж во главе армии, но королеве на этот раз удалось уговорить дядю и племянника, оттянув таким образом начало гражданской войны. В октябре того же года королева родила ещё одну дочь — будущую жену Генриха V Английского и Оуэна Тюдора, чей внук, Генрих Тюдор, в результате государственного переворота захватил трон и стал основателем новой династии.

#### Начало политической карьеры королевы Изабеллы

Герб королевы Изабеллы Баварской. Овальная форма характерна для герба замужней женщины. Левая часть соответствует гербу супруга (французские лилии на лазурном фоне), правая — геральдическому изображению Баварии

С 1402 года, опираясь на своего деверя герцога Людовика Орлеанского (который стал её постоянным спутником и, как утверждают, любовником, хотя современные источники такую версию не поддерживают), и брата Людовика Баварского, Изабелла стала принимать участие в политических интригах. Начало политической карьеры королевы Изабеллы казалось обнадеживающим, 6 января того же года ей удалось склонить к миру обоих соперничающих принцев. Несколько дней спустя оба принесли клятву на Евангелии о том, что подчинятся решению совета под председательством королевы Изабеллы, в который входили, среди прочих, король Иерусалима и Сицилии, герцоги Беррийский и Бурбонский, коннетабль Луи де Сансерр, канцлер Арно де Гамбье, патриарх Александрийский и адмирал Франции Рено де Три. Оба соперника поклялись «отныне быть добрыми, верными и преданными друзьями, и давать королю добрые советы касательно его особы и дел королевства». 15 января в ознаменование примирения соперников королева Изабелла устроила торжественный обед в отеле де Нель.
Примирение оказалось недолгим, уже в апреле того же года Людовик, пользуясь очередным приступом безумия Карла VI, добыл для себя бумагу, передающую ему управление Лангедоком и право ввести новый налог. В июне, дождавшись просветления короля, Филипп Смелый добился отмены прежнего решения и передачи ему власти над Лангедоком. В популистских целях он также добился отмены уже введённого налога. И наконец, 1 июля Изабелла выхлопотала у короля предписание, по которому ей передавалась единоличная власть над государством. В сентябре в Париж вновь приехал Людовик Баварский, направленный императором Священной Римской империи, с целью просватать за императора Мишель Французскую. Этому браку не суждено было состояться, но королеве удалось устроить женитьбу брата на Анне Бурбонской. Верная своим баварским симпатиям, Изабелла назначила брату ренту в 12 тыс. франков и пожелала сделать его коннетаблем Франции, чему воспротивился брат короля, который в феврале следующего года сумел определить на этот пост своего ставленника д’Альбре.

### Интриги и война (1403—1420)

#### Рождение наследника и переход на сторону орлеанской партии

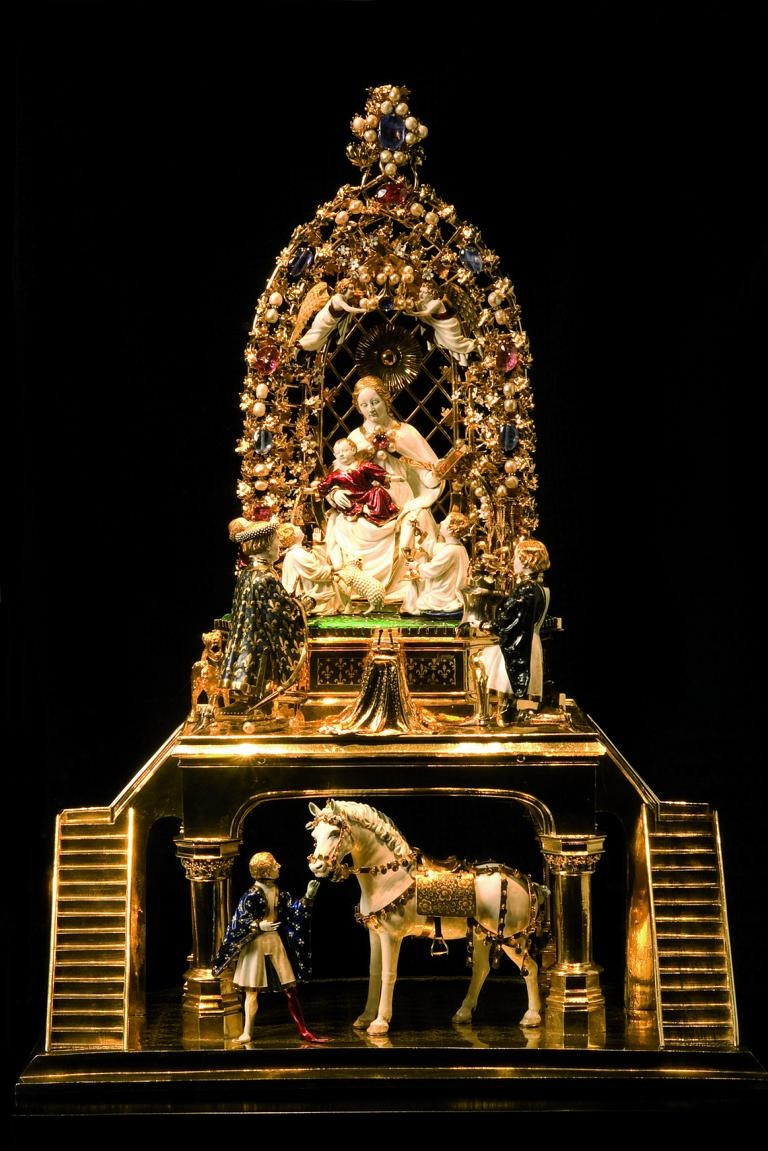
Золотая лошадь. Новогодний подарок Изабеллы Баварской Карлу VI на новый, 1405 год

22 февраля 1403 года на свет появился Карл, граф Понтьё, одиннадцатый ребёнок в королевской семье, которому было суждено стать королём Карлом VII. В апреле 1403 года Людовик Орлеанский добился разделения власти. Изабелла становилась не единоличной правительницей на время «отсутствия короля», как официально именовались его приступы, но главой государственного совета. В 1404 году она окончательно перешла на сторону Орлеанской партии, после того как 27 апреля 1404 года Филипп Смелый скончался в Брабанте от чумы. Отныне во главе бургундцев стал его сын Жан Бесстрашный, который, унаследовав властолюбие отца, отнюдь не обладал его гибкостью и дипломатичностью в достижении своих целей. Ситуация ухудшалась также тем, что по средневековым представлениям двоюродный брат короля не мог иметь той же степени власти и влияния, как его дядя, с чем Иоанн Бесстрашный никак не мог согласиться. Однако на первом этапе он ещё не мог соперничать на равных с братом короля.

#### Потеря популярности в народе
Королева в это время начала стремительно терять популярность у подданных. Её обвиняли в бесконечных вымогательствах, которыми она занималась в союзе с герцогом Орлеанским, чрезмерной роскоши и расточительстве (что соответствует истине — сохранились записи казначейства об уплате 57 тысяч франков, которые по приказу королевы переправили в Баварию, ещё сто тысяч получил её брат Людовик после свадьбы, кроме того, баварцам были переданы из королевской сокровищницы золотое изображение Мадонны с младенцем и золотое, покрытое эмалью изображение лошадки ценой в 25 тыс. франков). В это же время королеву начали обвинять в потворстве и безвольности в том, что касается Людовика Баварского, притом что вопрос об адюльтере не поднимался. Как полагал Мишель Пентуан, бенедиктинский монах из Сен-Дени, слухи эти распускал Иоанн Бесстрашный, чтобы подобным образом дискредитировать своих политических противников: 
Дабы восстановить против них обманутый народ, им были посланы по тавернам подлые людишки, распространявшие лживые слухи о том, что касалось королевы и герцога Орлеанского.
Утверждали также, что она бросила на произвол судьбы своего супруга, который был вынужден влачить жалкое существование, одинокий, немытый, голодный и оборванный. Это также соответствовало истине, однако не следует забывать, что король был весьма агрессивно настроен по отношению к жене и во время приступов безумия рвал в клочья и пачкал свою одежду (сохранились счета королевского казначея на «замену королевского платья, испорченного мочой названного сеньора»), отказывался от пищи и не подпускал к себе цирюльников и слуг. В конечном счёте, для выполнения гигиенических процедур были выделены дюжие лакеи, надевавшие кирасы под ливреи. Уверяли также, что королева оставила на произвол судьбы собственных детей, и на вопрос, когда он в последний раз видел свою мать, Людовик Гиеньский якобы ответил — «тому три месяца». Сохранились многочисленные счета за одежду и посуду для королевских детей. Людовика Орлеанского обвиняли ещё в том, что он частенько навещает дома терпимости. Королевская казна опустела настолько, что принцесса Жанна, в возрасте шести лет просватанная за Жана де Монфора, герцога Бретонского, в 1405 году обвенчанная с ним, не в состоянии была привезти с собой ожидаемое женихом приданое. 50 тысяч франков требовалось вносить по частям, за что королева просила прощения в письме. И наконец, монах-августинец Жан Легран в день Вознесения 1405 года проповедовал при королевском дворе и в присутствии королевы, герцога Орлеанского и его жены говорил о презрении, которые власть имущие вызывают у народа. Тот же Легран, однажды ворвавшись в покои королевы, обвинял её расточительстве и распущенности придворных дам, что опять же соответствовало истине, если верить документам того времени.

#### Попытка похищения дофина
В июле 1405 года герцог Бургундский Жан Бесстрашный пошёл на Париж во главе небольшого отряда из 700 латников. Ходили слухи, что его брат спешит на помощь, ведя за собой несколько тысяч вооружённых людей. Поддавшись панике, Изабелла и Людовик Орлеанский решили бежать, увозя с собой дофина. 17 августа 1405 года под предлогом охоты в лесах под Мелёном они поспешно выехали из столицы, оставив в Париже дофина, больного лихорадкой, под присмотром Людовика Баварского. Уже на следующий день граф де Даммартен поднял больного с постели. Двигаясь вверх по Сене, им удалось достичь Витри, где путешествие пришлось прервать из-за ненастья. В это же время, узнав о бегстве королевской семьи, Жан Бесстрашный верхом пустился в погоню и на дороге возле Жюизи перехватил беглецов. Этот эпизод позднее стал известен как «попытка похищения дофина королевой и Людовиком Орлеанским». Королева предпочла задержаться в Мелёне до конца сентября, позднее перебралась в Корбей и наконец вернулась в столицу 21 октября 1405 года. Во время её отсутствия в Париже возник и упорно держался слух, будто она и Людовик Орлеанский вывезли из города казну.

#### Победа бургиньонов и убийство Людовика Орлеанского

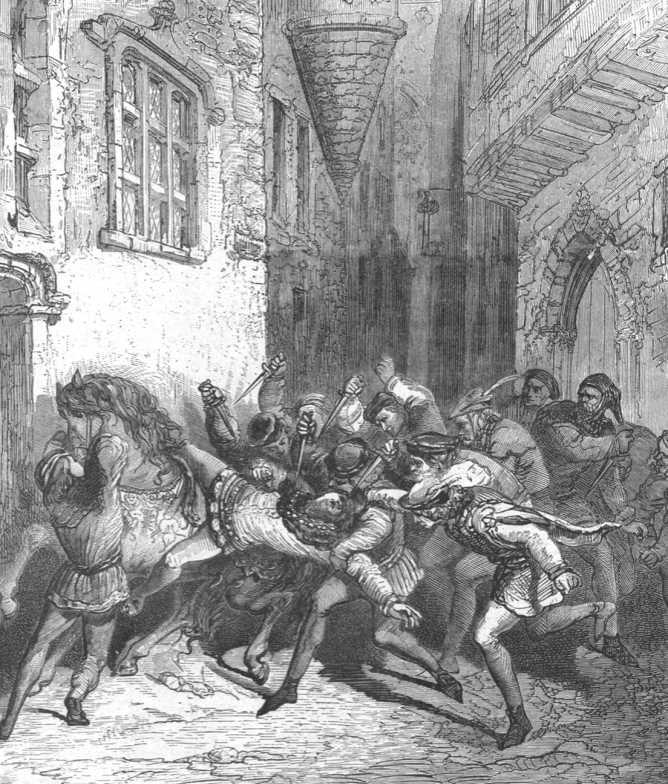
«Убийство Людовика Орлеанского», Поль Леюгер

Жан Бесстрашный, обеспечив себе поддержку со стороны горожан и Парижского университета, постепенно стал прибирать к рукам власть. Обеспокоенный этим, герцог Беррийский 1 декабря того же года заключил союз с королевой и Людовиком Орлеанским, но это уже не могло изменить ситуацию. 23 января следующего, 1406 года, Жан Бесстрашный добился своей цели, королевским приказом официально получив все права и должности, принадлежавшие его покойному отцу. Людовик Орлеанский в то время отсутствовал, но после его возвращения в Париж Жан Бесстрашный пригласил соперника к себе и передал ему приказ, назначавший брата короля наместником Гиени — вероятно, пытаясь таким образом заставить его принять случившееся.
26 июня 1406 года двор выехал в Компьень, где праздновалась свадьба старшей дочери короля Изабеллы и её кузена Карла Орлеанского. Как отмечалось в хрониках, в этот день Людовик Орлеанский был одет в малиновый упеланд и чёрный бархатный пурпуэн с нашитыми на нём 700 жемчужинами. Для того, чтобы окупить этот костюм, в переплавку были отданы два серебряных кубка, золотой кувшин для умывания и несколько изображений святых. Брак оказался недолгим, три года спустя Изабелла умерла во время родов. В том же году Жан Французский, герцог Туреньский, женился на Якобине Баварской и, по настоянию тестя, отправился в Геннегау, где ему предстояло править.
Жан Бесстрашный (герцог Бургундии и двоюродный брат короля, сын предыдущего регента) приказал убить герцога Орлеанского. Убийство Людовика, фактически, привело к гражданской войне, причём обе стороны пытались установить контроль над королевой и дофином. Орлеанская партия, вопреки расчётам герцога Бургундского, отнюдь не была уничтожена. Во главе её встал сын погибшего — Карл, вокруг него объединились герцоги Беррийский и Бурбонский, а также графы д’Э, д’Алансон, де Вандом и де ла Марш, но подлинной душой орлеанистов выступил Бернар VII, граф д’Арманьяк, по имени которого партия в конечном счёте получила прозвище «арманьяков», в отличие от своих противников «бургиньонов», то есть бургундцев. Убийца бежал из Парижа и оставался безнаказанным несмотря на то, что Валентина, вдова Людовика, получила от Карла VI уверения в будущем торжестве правосудия. Но позднее королём овладел очередной приступ безумия, а принцы в тот момент предпочли закончить дело миром.
В марте того же года была пышно отпразднована свадьба принцессы Мишель, дочери короля, и Филиппа, сына Жана Бесстрашного (будущего герцога Филиппа III Доброго). Жан Пети, представитель бургундского герцога, обвинявший убитого в «оскорблении величества», был благосклонно выслушан, и 9 мая 1409 года в Шартре состоялось подписание официального договора, причём обе стороны явились на церемонию в сопровождении внушительного вооружённого эскорта. Существует мнение, что Изабелла была во многом виновна в произошедшем, попеременно натравливая арманьяков и бургиньонов друг на друга. «Она успешно сыграла на политическом кризисе 1409 г., назначив на ключевые посты государства своих сторонников».

#### Переход королевы на сторону бургиньонов
Позднее в том же году состоялась ещё одна свадьба — наследник престола взял в жёны Маргариту Бургундскую, дочь герцога. Считается, что в это время королева сделала выбор в пользу бургиньонов, прибегла к помощи герцога Бургундского, который занял Париж. В это время, как полагают, против её желания, был арестован и казнён её советник Жан де Монтегю, сторонник арманьякской партии, и на его место назначен ставленник Жана Бесстрашного Жан де Ньель. Королева в это время предпочитала оставаться в Венсенском замке. В это время начались первые стычки между арманьяками и бургиньонами, причём обе стороны попеременно призывали на помощь английского короля, что, как полагают, спровоцировало новый виток Столетней войны. В дальнейшем Изабелла разделила со своим новым союзником всю тяжесть мятежа кабошьенов, продолжавшегося с весны 1413 года вплоть до начала сентября, когда арманьякам удалось захватить Париж, в то время как Жан Бесстрашный бежал вместе с предводителем мятежа Симон Кабош.

#### Победа орлеанистов и смерть дофина Людовика
После того, как Париж открыл ворота Бернару д’Арманьяку и его армии, 18 декабря 1413 года королева женила своего младшего сына, которому в то время исполнилось десять лет, на Марии Анжуйской, дочери Людовика II короля Неаполитанского и Иоланды Арагонской. Тогда же она согласилась на то, чтобы её младший сын был увезён из Парижа. Как полагают исследователи, разделяющие враждебное отношение к королеве Изабелле, она пыталась таким образом избавиться от нелюбимого сына. В то же время, защитники её репутации считают, что ею двигало желание уберечь младшего сына от опасностей, которые могли бы подстерегать его в мятежном Париже. Тогда же граф д’Арманьяк получил титул коннетабля Франции. Впрочем, ни королева, ни дофин Людовик не смогли найти общего языка с властным, не терпящим возражений Бернаром д’Арманьяком. Людовик безуспешно пытался организовать собственную партию, равно враждебную обеим сторонам.
30 июля 1415 года арманьяки и бургиньоны заключили между собой очередное перемирие, в то время как англичане высадились на французском побережье. Встреча с ними королевской (по сути, «арманьякской») армии закончилась катастрофой при Азенкуре, причём номинальный глава арманьяков Карл оказался в плену. В начале декабря дофин сильно простудился, когда отправился с визитом к матери. Осложнением стала тяжёлая дизентерия, и 18 декабря дофин Людовик скоропостижно скончался.

#### Смерть дофина Иоанна и ссылка
Похоронив сына, Изабелла написала Геннегаускому двору, требуя возвращения в Париж своего младшего сына, Жана Туреньского, который отныне становился наследником французского престола. После долгих переговоров тот пустился в путь, но не доезжая Парижа, умер 4 апреля 1417 года в Санлисе от «опухоли позади уха» — как полагают, речь шла о мастоидите. Потеряв второго сына, Изабелла вынуждена была писать Иоланде Арагонской, при дворе которой жил Карл, отныне дофин королевства французского. Иоланда якобы отвечала весьма категорично:
Женщине, которая живёт с любовниками, ребёнок абсолютно не нужен. Не для того я его кормила и воспитывала, чтоб он помер под вашей опекою, как его братья, или вы сделали из него англичанина, как вы сами, или довели до сумасшествия, как его отца. Он останется у меня, а вы, если осмелитесь, попробуйте его отобрать.
Впрочем, современные историки высказывают сомнения в подлинности этого письма, указывая на то, что Карл жил при анжуйском дворе сравнительно недолго, хотя и до конца жизни сохранил огромное уважение к теще, а также на то, что королева и позднее поддерживала переписку с Иоландой, что трудно было бы представить после столь недвусмысленной отповеди. В том же 1417 году Изабелла была сослана в Блуа. Поводом тому послужил инцидент с дворянином Луи де Буа-Бурдоном. По официальной версии этого происшествия, однажды вечером король прогуливался в Венсенском лесу. Луи де Буа-Бурдон (или как иногда пишут его фамилию — Боредон (фр. Bosredon)), один из придворных королевы Изабеллы, проехал мимо него верхом, причём вместо того чтобы сойти с коня и поклониться королю, как то предписывал этикет, лишь лениво приветствовал его взмахом руки. По приказу короля слуги под руководством рыцаря Танги дю Шателя силой стащили Бурдона с коня и препроводили в Бастилию, где тот немедленно был подвергнут пытке «кобылой», причём от арестованного требовали признаний в интимной связи с королевой. Однако добиться от него ничего не удалось, и на следующее утро Бурдон был задушен, его тело зашито в кожаный мешок с надписью «Дорогу правосудию короля» и утоплено в Сене. Официальный приговор гласил, что Бурдона казнили за «многие преступления». Некоторые современные авторы приводят данные, будто королева пыталась освободить Бурдона и была удержана силой по приказу супруга, притом что первоисточник подобных сведений неизвестен, и сама эта история со временем обросла многими беллетристическими подробностями.
С другой стороны, существует предположение, что арест Буа-Бурдона был не более, чем интригой, за которой стоял Бернар д’Арманьяк, желавший таким образом избавиться от королевы, чтобы полностью захватить в свои руки власть, исподволь влияя на решения безвольного и легко поддающегося чужим наговорам дофина. Именно поэтому Буа-Бурдон был казнён тайно, причём официально его «преступления» никогда не были названы — за полным отсутствием таковых. В то же время в народе усилились настроения, враждебные королеве, в Париже циркулировали слухи, обвинявшие её не только в бесконечных любовных приключениях, но даже в отравлении супруга, которого она якобы сознательно сводила с ума. Интересно, что и в настоящее время существуют приверженцы этой гипотезы, называющие даже яд — ЛСД, в избытке содержащийся в спорынье, т. н. «ржаных рожках». Отравление спорыньёй — эрготизм — действительно было достаточно распространено в Средние века, но в основном проявлялось у низших классов, вынужденных в голодные годы питаться поражённой рожью. Впрочем, большого числа приверженцев эта точка зрения не имеет.
Так или иначе, Изабелле было предписано выехать из Парижа вначале в Блуа, затем в Тур, где её держали практически на положении арестованной. Изабелле ничего не оставалось, кроме как просить о помощи своего прежнего врага Жана Бесстрашного, чем тот воспользовался. Историки расходятся во мнении о том, кому принадлежала идея похищения королевы и её придворных дам из местного собора, где она предавалась молитве, — Иоанну или ей самой. В любом случае, дело увенчалось успехом, Изабелла примкнула к рядам бургиньонов, Жан Бесстрашный, как утверждают, стал её любовником. Вместе они учредили правительство в Шартре, затем в Труа, которое составляло конкуренцию парижскому. «В 1418-м, когда Жан Бесстрашный взял реванш, она вместе с ним триумфально вступила в Париж, где её присутствие придавало видимость законности англо-бургундским переговорам». Тогда же был убит главный противник бургундской партии — Бернар д’Арманьяк, в то время как дофину Карлу чудом удалось бежать из города. Население приняло Изабеллу доброжелательно — парижане надеялись, что примирение бывших врагов приведёт наконец к прекращению бесконечной цепи междоусобиц и разорения страны.

#### Убийство Жана Бесстрашного и договор в Труа

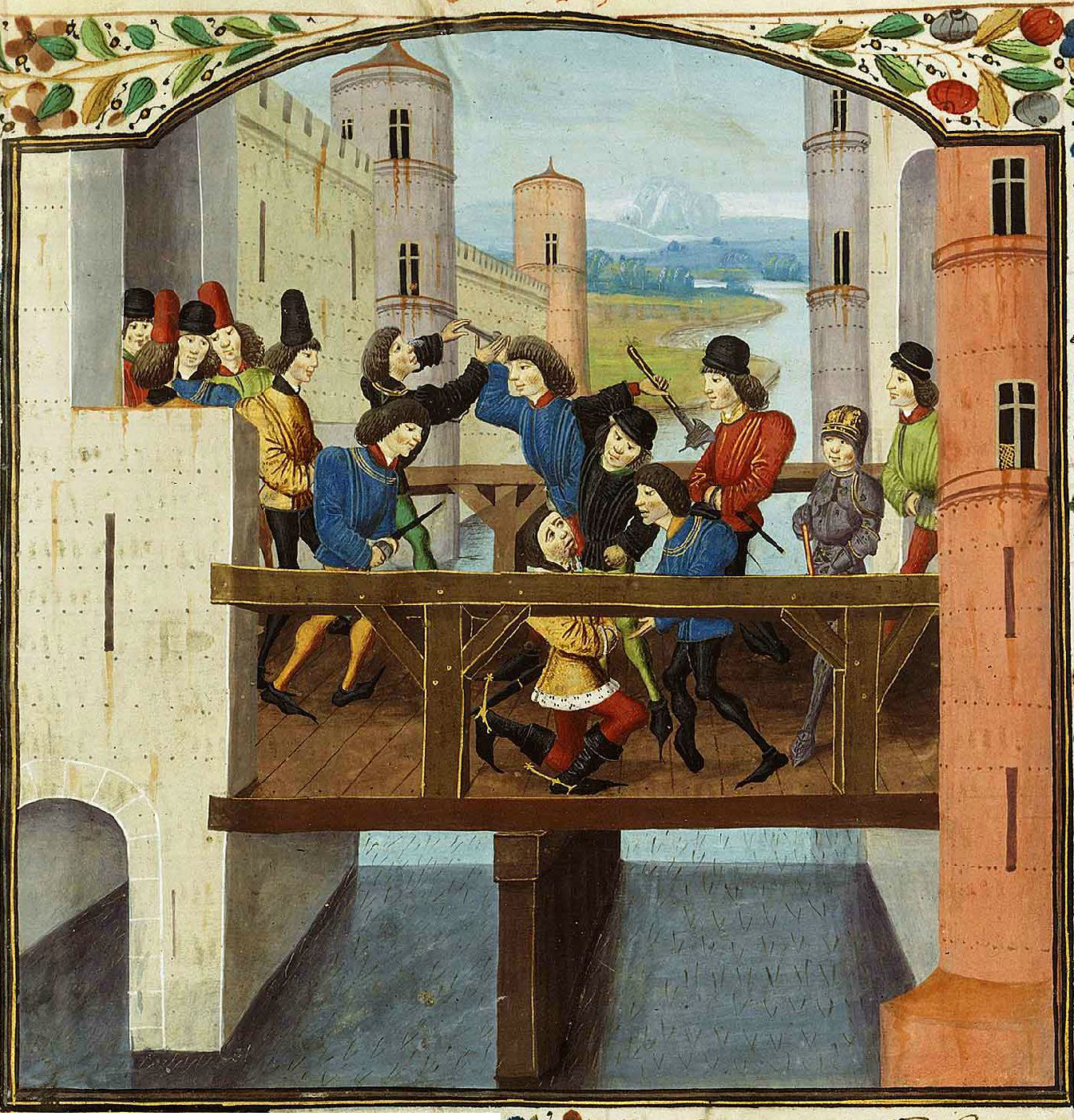
Убийство Жана Бесстрашного.

В это время королева активно переписывалась с сыном, как полагают, пытаясь склонить его к миру с бургундской партией. Эти письма не сохранились, зато в документах того времени найдены отрывки из ответных посланий дофина, в которых он именует мать «высокочтимой дамой» и обязуется повиноваться её приказам. Неизвестно, желал ли Карл подлинного примирения или с самого начала вынашивал план избавиться от соперника и тем самым вернуть себе власть над страной. Предполагается также, что безвольный дофин сам не знал, чем обернётся возможная встреча, и действовал под влиянием момента. Так или иначе, соперники договорились встретиться на мосту в Монтро 10 сентября 1419 года. Эта встреча обернулась ссорой. Как уверял позднее дофин, Жан Бесстрашный в запальчивости выхватил меч, и Карлу ничего не оставалось, как призвать на помощь охрану. Танги дю Шатель первым ударил герцога топором в лицо, охрана дофина завершила остальное. Бургундская партия, со своей стороны, придерживалась мнения, что герцог, опустившийся на колени перед дофином, был предательски убит сзади. Дофин разослал по городам страны письма, где оправдывался тем, что убитый «обещал, но не вёл войну против англичан».
Гибель Жана Бесстрашного, вопреки надеждам дофина и его партии, лишь ухудшила их положение. На место убитого встал его сын — Филипп Добрый. Королева, застигнутая врасплох произошедшим, обвинила дофина Карла в предательстве. Выдвинув против сына подобное обвинение, в то время когда бургундская группировка была самой значительной во Франции, она была уверена, что ей удастся поднять против дофина почти всё королевство.
Для королевской семьи это обернулось новой трагедией — в 1422 году дочь Карла и Изабеллы Мишель, жена Филиппа Доброго, скоропостижно скончалась. Как полагают, причиной её смерти стала «меланхолия», вызванная смертью свекра от руки собственного брата и вызванная этим враждебность к ней Филиппа. В народе ходили слухи, обвинявшие в смерти дочери королеву, будто Мишель пыталась склонить мужа к перемирию, что отнюдь не входило в планы Изабеллы, и та велела одной из придворных дам Мишель (немке Урсуле Шпацкерен, жене Жака де Вьевилля, королевского оруженосца и виночерпия, которая была отослана королевой в Бургундию, чтобы сопровождать Мишель после свадьбы) поднести быстродействующий яд. Жорж Шателен записал в своей хронике:
Тогда же в городе Гонте эта кончина вызвала множество толков, ввиду того что уверяли, будто меланхолия привела её дух в уныние и вызвала упадок сил, притом что смерть её ускорена была ядом, каковым её опоила некая дама по имени Урса, немка по происхождению, но доказательств тому никогда не было предоставлено.
Официальной историей эти слухи считаются необоснованными. Так, Мари-Вероника Клэн отмечает в своей монографии, посвящённой истории королевы Изабеллы, что «единственной виной Урсулы было её баварское происхождение».
Самым серьёзным политическим актом Изабеллы стал договор в Труа (1420). Инициаторами его с французской стороны стали королева Изабелла Баварская и бургундский герцог Филипп Добрый. Значительную роль в подготовке этого договора сыграл епископ Пьер Кошон, впоследствии вошедший в историю как главный палач Орлеанской девы. В мае 1420 года герцог Филипп и Изабелла привезли Карла VI в подвластный бургундцам город Труа. «Там король подписал документ, значение которого он вряд ли понимал до конца». Популярное изложение истории гласит: «ради сохранения своего дохода и из ненависти Изабелла публично отреклась от своего сына, дофина Карла, объявив его незаконнорождённым», тем не менее, в договоре нет ни слова о незаконнорождённости дофина. Договор в Труа, фактически, объединил короны Англии и Франции. Франция утрачивала свою независимость и становилась частью объединённого англо-французского королевства. Изабелла передавала французскую корону своему зятю Генриху V Английскому, который признавался наследником как супруг принцессы Екатерины Валуа. По договору до конца своей жизни Карл VI и Изабелла Баварская сохраняли титулы короля и королевы Франции. С их кончиной исчезало само понятие французского королевства как самостоятельной политической единицы.

### Конец жизни

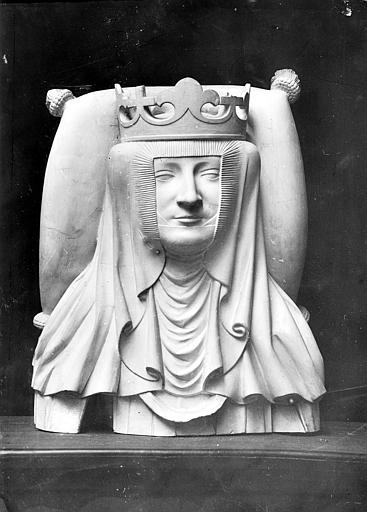
Надгробие Изабеллы Баварской в Сен-Дени

Однако после смерти Генриха (31 августа 1422 года) и Карла VI (21 октября 1422) королева потеряла всё политическое влияние. «Презираемая и отвергнутая даже англичанами», она провела остаток жизни в Париже, в трауре по мужу, почти никогда не покидая дворца, «как то и полагалось вдове», — отметил в своём дневнике парижский буржуа Жорж Шюффар. «Физически беспомощная, растолстевшая королева в последние годы жизни даже не могла передвигаться без посторонней помощи. Во время парижской коронации её 10-месячного внука Генриха VI о ней даже никто и не вспомнил. Королева была весьма ограничена в средствах, казна выделяла ей всего лишь несколько денье в день, поэтому Изабелла была вынуждена распродавать свои вещи».
К концу жизни ей довелось узнать о победах Жанны д’Арк, причём она отнеслась к этому, по одним сведениям, враждебно, по другим — равнодушно. Королева была в Париже во время попытки войск под командованием Жанны взять город приступом (сентябрь 1429 года). В последний раз ей удалось увидеть своего внука и предполагаемого наследника французского королевства во время его торжественного въезда в Париж в 1431 году. Королева-мать наблюдала из окна, как торжественный кортеж проехал мимо, причём, увидев её, галантный мальчик снял шаперон и низко поклонился. Как отметили хроникёры того времени, старая королева не смогла сдержать слёз. В 1433 году ей пришлось пережить ещё одну потерю — в Бретани скончалась её дочь Жанна, в 1396 году выданная замуж за Жана V, герцога Бретонского. Таким образом, из двенадцати рождённых ею детей в живых оставалось только пятеро. 24 сентября 1435 года, незадолго до полуночи она умерла в своём особняке Барбетт (по другим сведениям — в отеле Сен-Поль) и была похоронена в Сен-Дени без почестей. Жорж Шюффар записал в своём дневнике:
Item, королева французская Изабель, жена покойного Карла VI умерла в отеле Сен-Поль в XVIIII день сентября тысяча IIII XXXV года, и оставалась там в течение трёх дней, так что любой желающий мог её видеть, после чего её тело было приготовлено к погребению и украшено, как то полагалось столь высокородной даме, и сохранено до XIII октября [каковой день пришёлся на четверг], отнесено в Сен-Дени в IIII часа послеобеденного времени, перед носилками же шли XIIII трубачей и сто факельщиков, а из фрейлин одна только дама из Баварии и, кажется, ещё 40 девушек или около того, каковые носилки несли на своих плечах XVI мужчин, одетых в чёрное, она же была убрана с таким искусством, что казалась спящей, и держала в правой руке королевский скипетр.
По современным данным, носилки с телом королевы сопровождали судебные исполнители парижского парламента, причём старшины несли их на собственных плечах. Расходы на похороны взяло на себя аббатство Сен-Дени, так как оставленных королевой на эти цели 80 ливров (суммы очень скромной) не могло хватить, чтобы похороны были обставлены согласно обычаю. Из сокровищницы Сен-Дени были взяты для этой цели корона, скипетр и прочие регалии, положенные ей по рангу. При погребении присутствовали канцлер Франции Луи Люксембургский, парижский епископ Жак Шателье, англичане Скейлс и Уиллоуби и ещё несколько дворян. Прослушав заупокойную мессу, четверо старшин Парламента вновь подняли на плечи носилки с телом королевы и доставили их в порт Сен-Ландри, где их ждал корабль, на котором предстояло доставить Изабеллу Баварскую к месту её последнего упокоения, в аббатство Сен-Дени. До конца её сопровождали два душеприказчика — её духовник и канцлер личного двора королевы. Похороны состоялись 13 октября 1435 года в аббатстве в Сен-Дени — рядом с супругом. Через пять месяцев после её смерти Париж сдался коннетаблю Ришмону, а Карл VII наконец смог беспрепятственно войти в свою столицу.

## Оценка личности и репутация развратницы

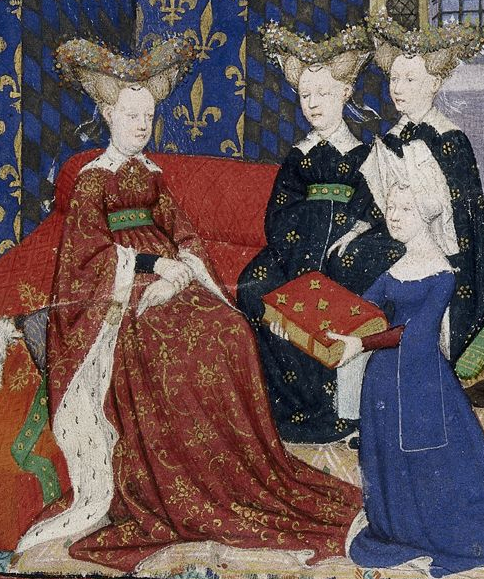
Кристина Пизанская преподносит королеве Изабелле свою книгу

Роль Изабеллы Баварской в истории Франции рядом историков на протяжении веков трактуется неоднозначно. Главным образом, это связано с её важной ролью в переговорах с Англией, которые привели к договору в Труа, а также со слухами о её супружеской неверности. Эти слухи возникли в Париже в 1422—1429 годах во время английской оккупации, и являлись попыткой бросить тень на происхождение короля Карла VII, её сына, который в то время вёл боевые действия с англичанами. Слухи нашли выражение в стихотворении Pastoralet, весьма популярном в то время. Распространённое представление о королеве таково: «Весьма посредственной внешности и ума, королева так и не смогла толком выучить французский язык, а в политике проявила себя недалёкой и корыстолюбивой. Из пристрастий королевы известно о животных (она держала большой зверинец в Сен-Поль) и еде, что очень скоро отразилось на её непропорциональной фигуре».
В народной памяти она навсегда осталась «женщиной, погубившей Францию». Французские хронисты тех времён часто упоминали легендарное пророчество (т. н. пророчество Мерлина), что «Франция, погубленная распутной женщиной (Женой), будет спасена девственницей (Девой)», где под девственницей подразумевалась Жанна д’Арк, а под распутницей порой подразумевали королеву. Кроме того, согласно одной из легенд, она родила от деверя, Людовика Орлеанского, внебрачного ребёнка, которым была Жанна д’Арк, то есть Орлеанская девственница была королевским бастардом. Впоследствии эта легенда оформилась в гипотезу и дала жизнь новому направлению в историографии, а историки-сторонники королевского происхождения Жанны получили наименование «бастардистов».
Тем не менее, современные историки пишут: «История Изабеллы Баварской издавна является сфабрикованной смесью слухов и пропаганды, которые были впитаны исторической традицией и повторялись столь часто, что легенды стали неотличимы от фактов». Документы свидетельствуют, что ещё в 1413 году королева пользовалась безупречной репутацией. Первым в череде её любовников молва называла Людовика Орлеанского. Этот слух основывался на указаниях двух источников — бургундского стихотворного памфлета Pastoralet и замечания, обронённого Жаном Шартье, королевским историографом, после 1437 года. Анонимный автор поэтического памфлета описывал монархов этого времени как пастухов и пастушек под вымышленными именами, прилагая в конце глоссарий с соотнесением имён. Он утверждал, что его сочинение является правдивой записью событий, которые привели к убийству Жана Бесстрашного, герцога Бургундского, но скорее он занимался его прославлением. В стихах утверждалось, что Людовик Орлеанский действительно был убит по приказу бургундского герцога, но последний лишь выполнял приказ короля. В поэме Карл узнал о романе между женой и братом и поклялся отомстить, Жан Бесстрашный обещал позаботиться об этом. Тема адюльтера активно подчёркивалась, поскольку она являлась единственным извинением убийству. А Жан Шартье, отметив в своих записях день смерти королевы в 1435 году, проронил, что англичане укоротили ей жизнь, объявив, что её сын был незаконным. Он писал, что услышав этот слух, она была так расстроена, что больше никогда не была счастлива. (Любопытно, что письменные материалы о мире в Труа действительно относятся только к 1435 году, и там не упоминается о происхождении Карла как о поводе лишения его наследства).
Даже полные скандальных деталей Chronicle of Tramecourt, написанные вскоре после 1420 года, не допускают намёков по поводу королевы. Таким образом, некоторые учёные делают вывод, что репутация Изабеллы как «распутницы», приписывание ей в качестве любовников всех, с кем она вела политические дела, и т. п., во многом является плодом бургундской и английской пропаганды, стремившейся дискредитировать её сына-короля. Указывают также, что обвинения в прелюбодеянии, натравливании противоборствующих сторон друг на друга и попытки избавиться от соперников с помощью яда были стандартным обвинением, выдвигавшимся враждебной партией против любой из королев, проявлявших себя на политическом поприще, — подобных обвинений, в частности, не избежали Бланка Кастильская, мать Людовика Святого, и его жена Маргарита Прованская.
«Защитники» репутации Изабеллы Баварской из среды современных исследователей рисуют её как женщину добрую, но весьма недалёкую, воспитанную для затворнической жизни, посвящённой детям и празднествам, которую полагалось вести в то время знатной даме. Силой обстоятельств вынужденная вмешаться в политику, к чему она не была готова ни по воспитанию, ни по складу характера, королева металась между двумя партиями, стремясь угодить обеим, и закономерно осталась в проигрыше, что и ставят ей в «вину» перед историей. «Противники», принимая на веру слухи, зародившиеся о королеве со времени безумия супруга, полагают её коварной и умной, умевшей подчинять себе мужское честолюбие и не добившейся своих целей только потому, что обстоятельства оказались сильнее. Не до конца ясным представляется и вопрос об отцовстве её детей. Если, согласно официальной версии, все они родились от короля Карла VI, «противники» королевы Изабеллы полагают, что это касается лишь первых пятерых, в то время как отцом Марии и Мишель мог быть «дворянчик» де Буа-Бурдон, остальных же — Людовик Орлеанский. К сожалению, первоисточники, относящиеся к этому периоду истории Франции, рассказывают о королеве чрезвычайно скупо, отмечая лишь внешние события, притом что закулисные пружины их остаются в тени, и эта неполнота во многом позволяет делать совершенно противоположные выводы.

## Внешность и образ жизни
Даже бургундский памфлет признавал, что Изабелла была миловидной, отмечая, впрочем, что средневековому идеалу красоты королева не соответствовала — была невысокого роста, с высоким лбом, большими глазами, широким лицом, резкими чертами, большим носом с открытыми ноздрями, с большим чувственным выразительным ртом, круглым, полным подбородком, с очень темными волосами и смуглым цветом кожи. По легенде, она купалась в молоке ослиц и покрывала лицо кремом из мозгов кабана, секрета крокодильих мускусных желёз и птичьей крови. Изабелла первая ввела в моду огромные чепцы, совершенно скрывавшие волосы, и мода эта скоро привилась в Нидерландах, Германии и Англии. При дворе Изабеллы возник впоследствии обычай брить брови и волосы на лбу, чтобы последний казался выше. Когда со временем французская мода освободилась от влияния бургундской, обычай прятать волосы всё же продолжал существовать. Указывают также, что когда в XIV веке женщины неожиданно стали носить платья с таким низким вырезом, что можно было увидеть почти половину груди, в высшем обществе королева Изабелла Баварская ввела в моду «платья с большим декольте». С её именем связывают введение в 1395 году в моду головного убора эннен.
Как утверждают, Изабелла вела чрезвычайно роскошный образ жизни. В частности, историками подсчитано, что расходы личного двора королевы, составлявшие 30 тыс. ливров при Жанне Бурбонской, при Изабелле возросли до 60. Она неоднократно пользовалась услугами прюгелькнабе (своего рода «мальчиков для битья», заместителей): заставляла вместо себя творить девятидневную молитву придворного врача. Она же дала обет совершить паломничество в Авиньон, но послала туда своим заместителем скорохода. Из придворных счетов известна интересная статья расходов: в 1417 году королева уплатила одному человеку 9 ливров и 6 су за то, что тот вместо неё постился 36 дней. «Противники» королевы из числа современных исследователей сравнивают её с Екатериной Медичи, «сторонники» же — с Марией-Антуанеттой. Королева и её невестка Валентина Висконти (жена Людовика Орлеанского) были адресатами Epistre Othea Кристины Пизанской и вообще находились в переписке с этой писательницей, покровительствуя ей.

## Дети
1. Карл (26 сентября 1386 — 28 декабря 1386), дофин Вьеннский в 1386 году.
2. Жанна (14 июня 1388—1390), родилась в Сен-Уене, похоронена в аббатстве Монбийон.
3. Изабелла (1389—1409); 1-й муж: с 1396 года Ричард II (1367—1400), король Англии в 1377—1399 годах; 2-й муж: с 1406 года Карл I (1394—1465), герцог Орлеанский в 1407—1465 годах.
4. Жанна (24 января 1391 — 27 сентября 1433); муж: Жан VI (V) Мудрый (1389—1442), герцог Бретонский с 1399 года.
5. Карл (6 февраля 1392 — 13 января 1401), дофин Вьеннский, герцог Бретани с 1392 года.
6. Мария (24 августа 1393 — 19 августа 1438), приоресса Пуасси, умерла в Париже от чумы.
7. Мишель (11 января 1395 — 8 июля 1422); муж: с 1409 года Филипп III Добрый (1396—1467), герцог Бургундии.
8. Людовик (22 января 1397 — 18 декабря 1415), дофин с 1401 года, герцог Гиеньский, номинальный глава партии арманьяков, наместник при своём отце.
9. Жан (31 августа 1398 — 4 апреля 1417), герцог Туреньский, дофин с 1415 года.
10. Екатерина (27 октября 1401 — 3 января 1438); 1-й муж: с 2 июня 1420 года Генрих V (1387—1422), король Англии с 1413 года, наследник французской короны по договору в Труа (1420); 2-й муж: с 1429 года Оуэн Тюдор (ок. 1385—1461). Её сын от первого брака — Генрих VI (1421—1471), король Англии в 1422—1461 и 1470—1471 годах, последний из династии Ланкастеров. Её внук от второго брака — Генрих VII (1457—1509), король Англии с 1485 года, основатель династии Тюдоров.
11. Карл VII (22 февраля 1403 — 22 июля 1461), граф Понтье, дофин с 1417 года, глава арманьяков после смерти своих старших братьев, с 1422 года король Франции.
12. Филипп (род. и ум. 10 ноября 1407).

## Образ в искусстве

### В театре
- 1843 — «Карл VI[англ.]», опера Фроманталя Галеви. Роль Изабеллы на премьере исполнила сопрано Жюли Дорюс-Гра (Париж, Опера Ле Пелетье).
- 1847 — «Одетта, или Безумие Карла VI», балет Жюля Перро. Роль Изабеллы на премьере исполнила Каролина Куатри (Милан, театр «Ла Скала»).

### В литературе
- 1813 — «Тайная история Изабеллы Баварской, королевы Франции» Маркиза де Сада.
- 1835 — «Изабелла Баварская» Александра Дюма.
- 1845 — «Король шутов» Жерара де Нерваля.
- 1883 — «Королева Изабо» (из книги «Жестокие рассказы») Огюста Вилье де Лиль-Адана.
- 1984 — «Изабелла Баварская, жена безумца» (в книге «Ночные тайны королев») Жюльетты Бенцони.

### В кино
- 1961 — "Оскорблённая королева" (фр. La reine offensée) Доминика Рети; Малка Рибовска в роли королевы Изабеллы.